# المداحس (مكيراس)

تعديل مصدري - تعديل

المداحس هي إحدى قرى عزلة مكيراس بمديرية مكيراس التابعة لمحافظة البيضاء، بلغ تعداد سكانها 232 نسمة حسب تعداد اليمن لعام 2004.